# Georg Ludwig Egidius von Köhler
Georg Ludwig Egidius von Köhler (* 11. November 1734 in Berlin; † 30. August 1811 in Berlin) war ein preußischer General der Kavallerie.

## Leben
Köhler stammte aus dem preußischen Adelsgeschlecht von Köhler und trat nach Ausbruch des Siebenjährigen Krieges als Kornett in das von Hans Joachim von Zieten geführte Husarenregiment Nr. 2 ein. Er brachte es hier bis zum Adjutanten und wurde ein erfolgreicher General wie auch die früheren Adjutanten Zieten's Joachim Bernhard von Prittwitz, Erich Magnus von Wolffradt und Anton Wilhelm von L’Estocq. Für seine Leistungen erhielt er 1761 vom preußischen König Friedrich II. den Orden Pour le Mérite verliehen. 1788 bis 1796 führte er als Chef das Husarenregiment Nr. 3. Unter Friedrich Wilhelm II. wurde Köhler 1794 der Rote Adlerorden verliehen und 1796 zum Chef des Husarenregiments Nr. 7 ernannt.
Vom neuen König Friedrich Wilhelm III. zum Generalinspektor der Kavallerie in Oberschlesien ernannt und bereits am 28. August 1800 mit dem Schwarzen Adlerorden geehrt, diente Köhler 1806/07 in der neuen Provinz Südpreußen als Gouverneur von Warschau. Hier wurde er von Franz Heinrich Christian von Ploetz (1740–1819) abgelöst. Am 21. Mai 1806 wurde er noch zum General der Kavallerie ernannt.
Nach dem Tilsiter Frieden erhielt Köhler am 5. August 1807 seinen Abschied.